# Playa de Sacido
La playa de Sacido, es una playa de 130 metros de longitud, situada en el municipio de Vivero, en la provincia de Lugo (Galicia, España).
Esta playa goza de instalaciones y servicios, y de una ocupación media en la temporada estival, siendo sus aguas tranquilas. Está rodeada por un alto acantilado.
Limita con la playa de Covas, estando separada de ésta por la Punta Anchoura.
La playa se encuentra cerrada al público desde 2019 por el peligro de desprendimientos.